# Парламент Страны Басков

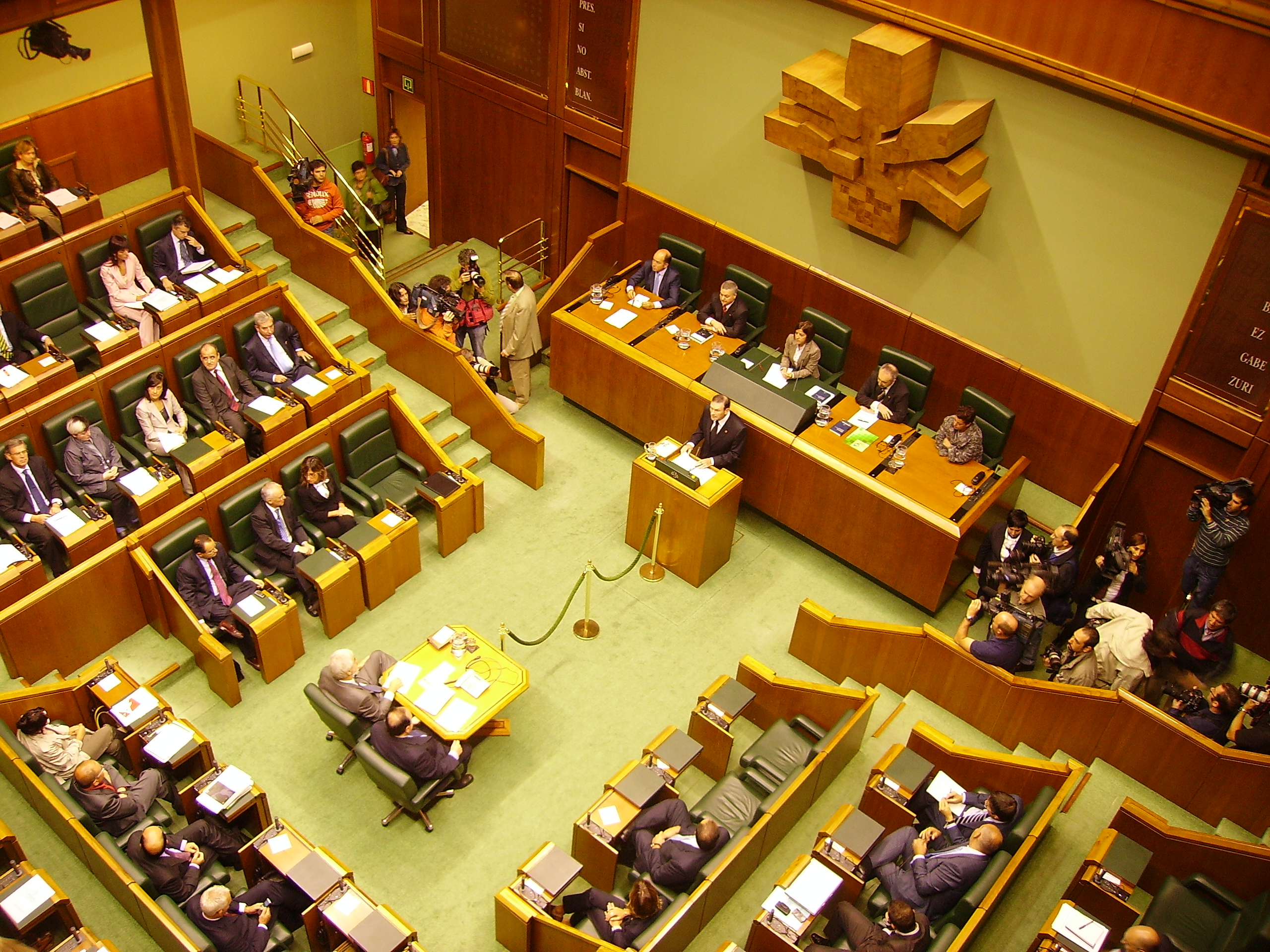
Зал заседаний Баскского парламента.

Парламент Страны Басков (баск. Eusko Legebiltzarra) — однопалатный законодательный орган власти в Страны Басков (Испания), перед которым несёт ответственность правительство региона, также он избирает президента баскского правительства и утверждает бюджеты автономного сообщества Страны Басков. Парламент располагается в столице Страны Басков Витории-Гастейсе.

## История
Создание Баскского парламента было предусмотрено Статутом 1936 года. После начала гражданской войны в Испании в 1936 году процесс приостановился. Баскский парламент родился после утверждения Статута автономии Страны Басков в 1979 году и провёл свою первую сессию в историческом Доме Ассамблеи Герники 31 марта 1980 года, рядом с деревом Герники, символом Баскских прав. Позже, в 1980 году, баскские парламентарии начали заседать в помещении Совета Алавы. В 1982 году у их появился собственный участок в бывшей средней школе. 
Символом Парламента является дубовая скульптура Нестора Бастерречеа, изображающая стилизованное дерево, что является намеком на традицию басков проводить политические собрания под деревом, как в Гернике.

## Состав и выборы
Баскский парламент состоит из семидесяти пяти парламентариев, избираемых всеобщим голосованием взрослых по пропорциональной системе, которые представляют граждан трёх исторических территорий, составляющих автономное сообщество Страна Басков: Алава, Гипускоа и Бискайя, каждая из которых имеет одинаковое количество депутатов в парламенте (25), хотя их демографические данные сильно различаются. Это было сделано, чтобы заручиться поддержкой Алавы и Наварры, менее населённых территорий. Тем не менее, Наварра не присоединилась к автономному сообществу.
Выборы проводятся с использованием закрытых списков по пропорциональной системе с местами, распределяемыми по провинциям с использованием метода Д'Ондта. Чтобы претендовать на мандаты в определённой провинции, избирательный список должны получить не менее 3 % голосов, поданных в этой провинции, включая голоса за «ничего из вышеперечисленного» и пустые бюллетени. С 1984 по 2001 год избирательный порог составлял 5 % в каждой провинции. Заседания баскского парламента проводятся как на баскском, так и на испанском языках с услугами переводчика.

## Текущий состав
Последние выборы, состоявшиеся 12 июля 2020 года, привели к следующему распределению мест:
- Баскская националистическая партия (EAJ-PNV): 31 депутат (39,12 % голосов избирателей)
- «Единство Страны Басков» (EH Bildu): 21 депутат (27,84 % голосов избирателей)
- Социалистическая партия Страны Басков (PSE-EE/PSOE): 10 депутатов (13,64 % голосов избирателей)
- «Подемос»—«Объединённые левые» (Podemos—IU): 6 депутатов (8,03 % голосов избирателей)
- Народная партия + «Граждане» (PP+Cs): 6 депутатов (6,75 % голосов избирателей)
- «Голос» (Vox): 1 депутат (1,96 % голосов избирателей)